# 2003年金边反泰骚乱
2003年金边反泰骚乱，又称为1·29金边反泰骚乱，是2003年1月29日发生在柬埔寨首都金边的一场反泰骚乱。

## 背景
1月18日柬埔寨报纸《吴哥之光》报道了一则未经证实的消息：泰国女星苏瓦南·康颖曾发表言论“吴哥窟应属泰国，柬埔寨应该把吴哥窟还给泰国。”。消息在25日经《和平岛报》转载后引起轩然大波。
1月28日，苏瓦南·康颖在曼谷举行新闻发布会，否认她曾发表过有关吴哥窟的言论。
1月29日，《曼谷邮报》刊登苏瓦南·康颖的关于“吴哥窟应属泰国”言论的回应，称这些言论是出自两年前播放的一部由其主演的电视剧，这些话是她在剧中的台词。

## 骚乱
1月28日，泰国驻柬大使馆周围开始出现一些示威抗议者 。
1月29日下午，示威抗议者骤然增加到上千人，而使馆门前只有4名柬方警察。抗议者中有人焚烧泰国国旗，并朝使馆院内投掷石块。泰驻柬大使紧急致电柬埔寨洪森首相，柬方随后向使馆增派了约40名警员。尽管如此，使馆门前的局势仍在继续恶化。约17点30分时，一群暴徒推倒使馆大门，冲进使馆院内，闯进使馆二楼，并纵火焚烧馆舍。在大门被推倒时，泰驻柬大使和武官带领仍留在使馆内的少数几名工作人员翻越使馆后院围墙逃离。17点45分，泰国总理他信致电柬埔寨首相洪森，指出柬方没有尽到保护泰方外交人员的责任。他信还表示，如果柬方没有能力保护泰方外交人员，泰随时可以派遣特种部队进入金边，保护本国外交人员。洪森在电话中对金边发生的焚烧泰使馆事件表示遗憾，同时表示将立即采取措施，防止事态继续恶化。令人遗憾的是，事态并没有得到控制。傍晚时分，金边多处由泰国人投资的产业遭暴徒抢劫、焚烧。19时，他信再次致电洪森，对发生的针对泰国人的骚乱事件表示强烈不满，并敦促柬方迅速采取行动。洪森首相在电话中说，柬方将立即采取行动。柬政府随后命令军方出动装甲车、消防车和大批军警，驱散在金边市各个区域的暴徒，对金边的泰国公司实施保护措施。到29日深夜，柬军警完全控制了金边的治安局势。23时，泰总理他信召集相关部门的负责人到总理府开会，商讨应对措施。一个多小时后，会议结束，他信立即发表声明，严厉谴责柬埔寨暴徒纵火焚烧泰国驻柬埔寨大使馆事件，并宣布立即召回泰国驻柬埔寨大使，泰柬外交关系从即日起由大使级降为代办级，驱逐柬驻泰大使。
1月30日早上6点，泰军方出动4架C-130运输机前往金边，撤离了约500名泰国侨民。
1月30日上午，约500名泰国民众在柬埔寨驻泰国大使馆前举行了抗议示威活动，泰警方派出100多名警察在现场维持秩序，抗议示威没有酿成暴力事件。
泰国航空公司从30日起暂时取消曼谷至金边的所有航班。

## 后续
1月31日，柬警方高级官员毛占达表示，在暴力事件中被捕的176人在当地时间1月31日晚接受法庭审判。
柬埔寨当局在事后逮捕了《吴哥之光》总编辑和“蜂窝调频”电台的老板，指控他们播送不实消息，煽动反泰骚乱。
2月4日，柬埔寨外交大臣贺南洪就骚乱事件向泰国总理他信递交了柬埔寨首相洪森的正式道歉信。
2月8日，泰国重开泰柬边界。
2月10日上午，泰国驻柬埔寨代办科西·差派蓬抵达金边。
2月13日，泰国商业部长承认，他已得到方面通知，柬将采取现金方式向泰作出赔偿。
3月21日，因此次骚乱而关闭的柬埔寨与泰国边境口岸从当天下午起全部重新开放。